# Tomás Fonzi
Pour les articles homonymes, voir Fonzi.
Tomás Fonzi, né le 24 août 1981 à Adrogué, est un acteur argentin.

## Biographie
Tomás Fonzi est surtout connu pour ses rôles dans les films Les Neuf Reines (2000), Une nuit avec Sabrina Love (2000), Kamchatka (2002) et Paco (es) (2009) ainsi que dans plusieurs telenovelas.
Il a une fille, Violeta, née en 2010.

## Filmographie

### Cinéma
- 2000 : Une nuit avec Sabrina Love : Daniel Montero
- 2000 : Les Neuf Reines : Federico
- 2002 : Kamchatka : Lucas
- 2003 : Nadar solo (es) : Tomas
- 2009 : Cómplices del silencio (es) : Carlos Gallo
- 2009 : Paco (es) : Francisco Blank
- 2011 : Cruzadas (es) : Bolichero
- 2014 : Olvidados (en) : Antonio

### Télévision
- 1998-2000 : Verano del '98 (série télévisée, 34 épisodes) : Benjamín Vázquez
- 2004-2005 : Los Roldán (es) (série télévisée, 207 épisodes) : Facundo Uriarte
- 2006 : Soy tu fan (es) (mini-série) : Diego García
- 2009-2010 : Botineras (es) (série télévisée, 142 épisodes) : Adrián 'Anguila' Muñiz
- 2012 : Graduados (série télévisée, 6 épisodes) : Miguel 'Micky' Ribeiro